# Рейсс, Том
Том Рейсс (англ. Tom Reiss; р. 1964) — американский журналист, долгое время работавший корреспондентом газет The New York Times, Wall Street Journal и журнала New Yorker.
Юность провел на Вашингтон-Хейтс, на Манхэттене. Автор книги «Ориенталист: раскрывая тайну странной и опасной жизни» (The Orientalist: Solving the Mystery of a Strange and Dangerous Life). В этой книге описывается жизнь Льва Нуссимбаума, уроженца Баку, в Европе приобретшего широкую известность под именем Эссада Бея.
В 1996 году издательство Рэндом-хауз выпустило его книгу Führer-Ex; Memoirs of a Former Neo-Nazi.